# RT-70
Trois radiotélescopes portent le nom de RT-70. Ils sont tous situés dans des pays qui ont fait partie de l'Union des républiques socialistes soviétiques :
- Le radiotélescope d'Eupatoria situé à Eupatoria, Crimée, et géré jusqu'à tout récemment par l'Agence spatiale nationale d'Ukraine,
- Le radiotélescope de Galenki (en) situé à Galionki (Oussouriisk, Russie),
- Le radiotélescope de Suffa de l'observatoire radio Suffa, situé sur le plateau Suffa (en) en Ouzbékistan.

Ces radiotélescopes possèdent tous des configurations similaires : une antenne avec une coupole de 70 mètres de diamètre et un domaine d'observation situé entre 5 et 300 GHz. Le radiotélescope d'Eupatoria a notamment été utilisé pour l'observation de débris spatiaux, d'astéroïdes ainsi que pour l'envoi de la série de messages interstellaires Cosmic Call.